# Pietro Ruggeri
Pietro Ruggeri (Cremona, 1801 – Parma, 1 april 1866) was een Italiaans componist, muziekpedagoog en dirigent. 

## Levensloop
Ruggeri was eerst docent aan de Scuola Militare en werd tegelijkertijd dirigent van de banda, de militaire van deze school. Vanaf 1844 was hij dirigent van de militaire kapel van het Reggimento Maria Luigia en daarmee opvolger van Giovanni Alinovi. Aansluitend was hij oprichter en dirigent van de Banda della Guardia Nazionale di Parma. In deze functie verbleef hij tot hij met pensioen ging. 

## Composities

### Werken voor banda (harmonieorkest)
- 3 pezzi al mese
- Impressioni di Salso Maggiore, wals
- Un ballo a Venezia, il trionfo, mars